# Juggling 9 or Dropping 10
Juggling 9 or Dropping 10 è il quinto album in studio del gruppo musicale statunitense Enchant, pubblicato nel 2000 dalla Inside Out Music.
Tale pubblicazione ha segnato il ritorno di Ed Platt al basso.

## Tracce
1. Paint the Picture – 7:03
2. Rough Draft – 6:14
3. What to Say – 4:20
4. Bite My Tongue – 5:41
5. Colors Fade – 5:25
6. Juggling Knives – 5:02
7. Black Eyes & Broken Glass – 4:33
8. Elyse – 5:47
9. Shell of a Man – 6:01
10. Broken Wave – 5:22
11. Traces – 7:19
12. Know That – 1:27

## Formazione
- Ted Leonard – voce
- Douglas A Ott – chitarra
- Ed Platt – basso
- Michael "Benignus" Geimer – tastiera
- Paul Craddick – batteria